# Paulino Savirón y Esteban
Paulino Savirón y Esteban (Alustante, 1827-Madrid, 1890) fue un pintor, grabador y arqueólogo español.

## Biografía
Nació en la localidad guadalajareña de Alustante en 1827, un 2 de septiembre. Partió a Zaragoza a corta edad, ciudad en la que cursó los estudios elementales y de segunda enseñanza, al mismo tiempo que los de dibujo en la Academia de San Luis de Zaragoza. En 1842 se trasladó a Barcelona y, matriculado en las enseñanzas dependientes de la Junta de Comercio, cursó todas las asignaturas, hasta la de colorido y composición que desempeñaba Antonio Ferran, bajo cuya dirección estuvo Savirón por espacio de cuatro años.

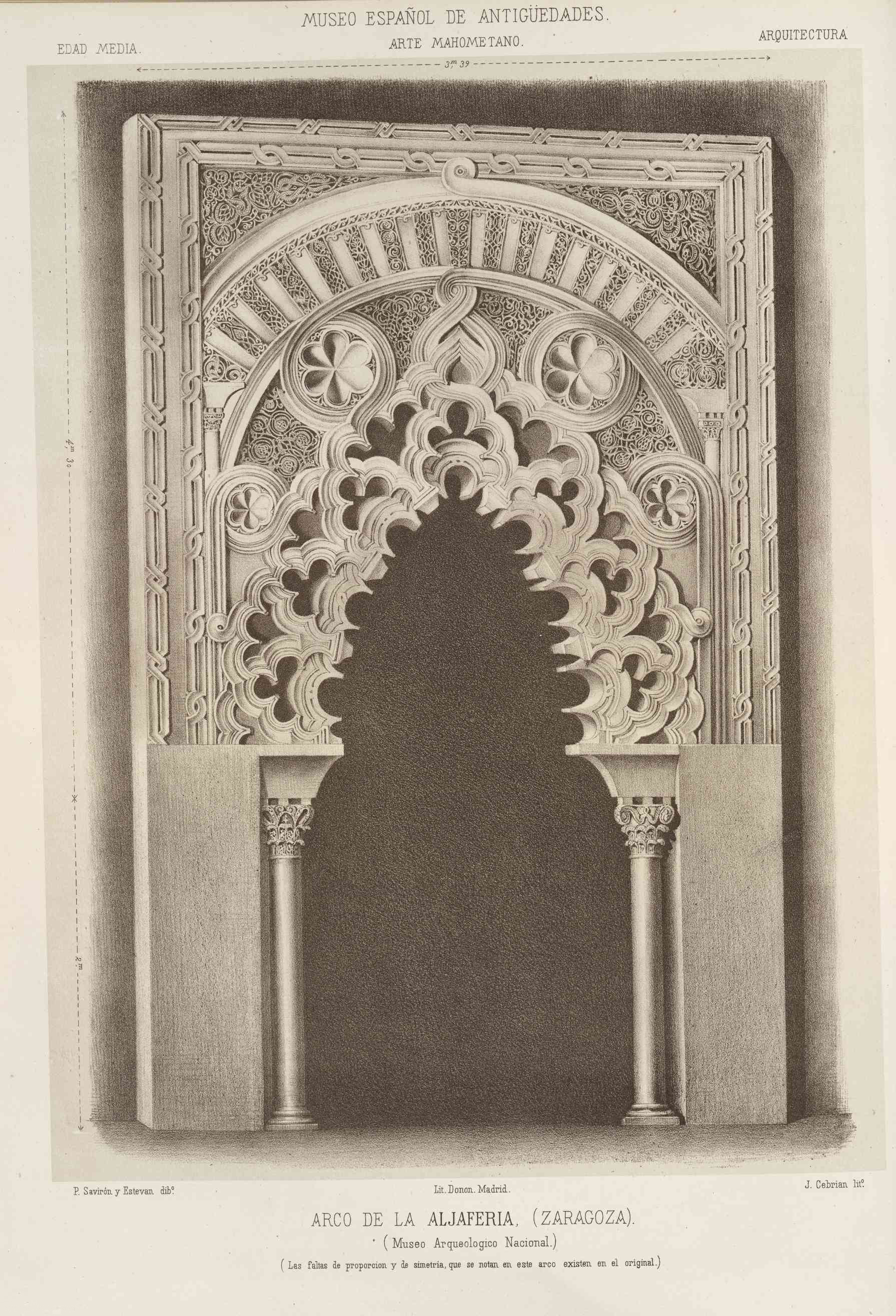
Arco de la Alfajería (Zaragoza). «P. Savirón y Estevan dib.°. J. Cebrián lit.°»

Se propuso estudiar con Juan Masferrer, su profesor de dibujo natural, la práctica del grabado, realizando en este arte una medalla grabada en hueco, sobre acero, representando La industria y el comercio de Aragón, otra en bronce de un Guerrero romano, y otros trabajos de grabado en dulce para diferentes publicaciones literarias, de anatomía y geografía. En 1848 fue nombrado en Barcelona representante de los grabadores en la Asociación defensora del trabajo nacional y de la clase obrera, y en el mismo año socio de mérito del Instituto Industrial de Cataluña.
Dedicado de lleno a la pintura de retratos y establecido en Zaragoza en 1849, el 23 de septiembre, ingresó en la Academia de San Luis como académico de número y teniente director de sus escuelas de dibujo. El 5 de febrero de 1851 fue nombrado por unanimidad para sustituir al director Narciso Lalana, que acababa de fallecer. El 13 de abril de dicho año se le confirió el título de ayudante profesor de estudios superiores de pintura, y en la misma fecha el de secretario de la escuela.
Dividida en secciones la Academia de San Luis, fue nombrado secretario de la de Escultura, y más tarde presidente de la misma por antigüedad. Formó parte de la Comisión de Monumentos desde 1860. La Academia de Bellas Artes de San Fernando le nombró miembro correspondiente. Más tarde fue escogido conservador del Museo provincial de Zaragoza, en el que hizo algunas restauraciones, entre ellas la de una tabla de escuela florentina que representaba el Nacimiento de San Juan Bautista.
Con el carácter de secretario de la Comisión de Monumentos llevó a cabo tareas en la formación del catálogo del Museo de Bellas Artes, en la adquisición de objetos para el de antigüedades, que no existía, y en la exploración de objetos arqueológicos en la provincia, en cuyos terrenos levantó planos y remitió dibujos a las Academias de San Fernando y de la Historia.
Entre los trabajos pictóricos de Savirón se encontraron un Retrato del pintor D. Manuel de Aguirre, otro de cuerpo entero y tamaño natural de Una señorita en trage de máscara, otro también de tamaño natural del Sr. Ibáñez propiedad luego del zaragozano Luciano de Armijo, San José con el niño Dios para el gremio de carpinteros de Zaragoza, una Santa Lucía de tamaño natural para un particular, y un lienzo de grandes dimensiones para el altor mayor de la iglesia de Monreal del Campo, que representaba la Aparición de Santiago Apóstol en la batalla de Clavijo. También fue autor de un Árbol genealógico de los Reyes y condes de Aragón.
Oficial del cuerpo de Archiveros y Bibliotecarios, fue gentilhombre de cámara y comendador de la real orden de Carlos III e Isabel la Católica. Fallecido el 1 de agosto de 1890, habría sido enterrado en el cementerio de la Sacramental de San Justo. Estuvo casado con Cartola Castell y Castellnou.